# Бої за Шепетівку (1919)
Бої за Шепетíвку — серія боїв між Армією УНР і більшовицькими військами у квітні-травні 1919 року на території південного сходу Волинської губернії. 

## Передумови
Після відступу з Києва на початку лютого, командування Армії УНР розпочало підготовку до перелому в перебігу більшовицько-українського протистояння. Вже в середині березня 1919 р. Штаб Армії УНР підготував план контрнаступу, який передбачав силами Корпусу Січових Стрільців, Північної і Південної груп розгром основних більшовицьких сил у районі Бердичева, Житомира, Вінниці. Після цього планувалось розгорнути наступ на Київ. Власне передбачалось, обмежуючись обороною на флангових напрямках Одеса-Роздільна, Знаменка-Бірзула та Лупинець-Сарни, Запорізьким корпусом разом з повстанцями розпочати наступ з району станції Христинівка на Козятин, Північній групі взяти Коростень і, обходячи зі сходу Житомир, надати допомогу, якщо буде потрібно, Корпусу Січових Стрільців при здобутті Бердичева. Однак план командування Армії УНР в останній декаді березня – в першій декаді квітня 1919 р. не вдалось реалізувати. Корпус Січових Стрільців разом з силами Північної групи, тримаючи оборону, почав відступати на захід. Стосовно Південної групи, то після рішучого прориву більшовицьких військ у районі Вінниця-Жмеринка, її відрізали від основних сил і змусили відступати до Румунії, де групу було роззброєно.

## Хід боїв
3 квітня 1919 р. Штаб Армії УНР окремим наказом визначив містечко Кременець місцем для розташування “кадру” Корпусу Січових Стрільців, куди треба було скерувати ешелони кулеметних і гарматних частин та протягом восьми днів підготувати приміщення для вишколу двох-трьох тисяч новобранців.
8 квітня до складу Корпусу Січових Стрільців була тимчасово приділена бригада 5-ї кінної дивізії, що складалася з 27-го Чортомлицького і 28-го Звягельського кінних полків. Бригада мала кілька сотень бійців і була приділена для операцій на правому крилі корпусу. 
10 квітня більшовики здобувають Проскурів, Старокостянтинів і Новоград-Волинський. Сили ворога, що зайняли Старокостянтинів, розпочали просуватись у напрямку на Шепетівку та Ізяслав.
11 квітня більшовицький наступ був зупинений. Одночасно посилились бої на напрямку Шепетівка-Бердичів.
Для посилення захисту Шепетівського вузла частини Січових Стрільців розташувались в такому порядку: кінний дивізіон Ф. Бориса – на південь від с. Кам’янка; 1-й піший полк – на південній околиці Шепетівки та ст. Шепетівка-Подільська; 3-й піший полк – в околицях с. Судилкова. Були сформовані невеликі резервні групи. До піших полків додали по одному гарматному полку. На залізничних коліях чергували бронепотяги “Січовий”, “Стрілець” і “Гетьман Дорошенко”.
12 квітня війська Червоної армії за підтримки артилерії та бронепотягів розпочали наступ на Шепетівку. Силам Корпусу Січових Стрільців вдається втримати Шепетівку. Після цього командування Армії УНР ставить завдання перед командуванням корпусу наступати у двох напрямках: вздовж залізниці Шепетівка – Проскурів для того, щоб здобути Проскурів; вздовж залізниці Шепетівка – Новий Миропіль для того, щоб здобути останній.
15 квітня о 17 год 45 хв українські війська в районі Шепетівки після артилерійського обстрілу розпочали наступ в районі Ізяслава, Рівного, Шепетівки та Острога.
17–18 квітня українські війська остаточно отримують перемогу в боях під Шепетівкою. Під час бою на бік Армії УНР перейшло більше половини особового складу більшовицького 14-го Миргородського стрілецького полку, і розбито було 5-й радянський стрілецький полк. Залишки 5-го та 14-го полків відступили від Шепетівки приблизно на 35-40 км на схід в район Полонного – Нового-Миропіля, де командування Червоноармійського Штабу мало намір об’єднати їх в один полк. З особового складу Миргородського полку був сформований Миргородський курінь і приєднаний до 3-ого полку Січових Стрільців.
Загалом 16-18 квітня командування Корпусу Січових Стрільців сконцентрувало свої основні сили для виконання поставлених командуванням Армії УНР завдань. 
Вже 19 квітня 16 год 40 хв стрілецькі сили взяли Ізяслав і відтіснили більшовицькі сили південніше до Чижівки, Топорчиків та Чотирбоків (приблизно 20 км від Ізяслава).
21 квітня сили Корпусу Січових Стрільців ведуть наступ по усьому фронту.
22 квітня два полки Стрільців просунулись до містечка Баранівка, що приблизно в 30 км на пн.-сх. від Шепетівки. Того дня в районі Шепетівки було зосереджено близько 5 тис. піхотинців і кавалеристів, 20 польових і 2 важкі гармати Армії УНР.
У наступні дні Корпус Січових Стрільців невдало атакував більшовиків на своєму південному відрізку фронту. Водночас "червоні" підсилюють свої сили на р. Хоморі.    
22 квітня, зайнявши Білогородку, більшовики наступають на Ізяслав. 
24 квітня стрілецькі сили перейшли у наступ, але потерпіли поразку, були відкинені до Ізяслава і втратили близько 200 осіб. Це змусило командування корпусу зайняти оборону, при цьому стрілецькі частини на рівні командирів охопила паніка. Для підсилення своїх позицій Є. Коновалець намагався відкликати 2-й та 4-й полки Січових Стрільців, які перебували в розпорядженні командувача Північної групи військ отамана В. Оскілка. Повернення цих полків переросло в конфлікт між штабами цих військових з’єднань Армії УНР. Розв’язання цього конфлікту відбулось після того, як 29 квітня В. Оскілко здійснив спробу державного перевороту у Рівному, яка о другій годині ночі 30 квітня 1919 р. була придушена підрозділом Корпусу Січовиків, що охороняв ставку Армії УНР у Здолбунові. Цей конфлікт мав негативні наслідки для обороноздатності Північної групи військ, сприяв посиленню наступу більшовицьких сил, у тому числі і в район Шепетівки. У подальшому, не маючи резерву, із сильно перевтомленим особовим складом, Корпус Січових Стрільців міг тільки пасивно обороняти Шепетівку. Не було великої користі від 2-го і 4-го полків, які після конфлікту з В. Оскілком, перейшли в розпорядження корпусу. Ці полки були виснажені і малочисельні після участі в бойових діях на північному відрізку фронту проти більшовиків.  
30 квітня на 11 год більшовицькі частини перебували в шести кілометрах від Шепетівки.  
1 травня більшовики взяли Острог, а 2 травня розпочали просуватись на усіх напрямках. Під час захоплення Острога були розбиті і стрілецькі підрозділи, які діяли у цьому районі .  
До 2-3 травня 1919 р. підрозділи корпусу тримали оборону Шепетівки, після чого відступили приблизно на 20-50 км західніше, в район Славути і Острога.      